# 1786

## Esdeveniments
Països Catalans
Resta del món
- 14 de juliol - Londres (Regne Unit): el Regne de Gran Bretanya i l'Imperi Espanyol signen la Convenció de Londres de 1786 en la que acorden que els colons britànics abandonaran la costa dels Miskitos a l'actual Honduras.

- Tractat de Hopewell amb els cherokees.
- Estrena de Les noces de Fígaro.
- Primera ascensió al Mont Blanc.
- Fundació de Reykjavík.
- Es prohibeix el catolicisme a Corea.

## Naixements
Països Catalans
- 26 de febrer, Estagell, Rosselló: François Aragó, científic català.
- 6 de març, Barcelona, Reus o Fulleda: Agustina d'Aragó, heroica defensora de Saragossa contra els francesos durant la Guerra del Francès.
- 24 de març, Móra d'Ebre: Joan Baptista Siurana i d'Ossó, oficial de l'exèrcit espanyol i erudit català.
- 10 de novembre, València: Vicent Salvà i Pérez, polític i editor literari valencià.

Resta del món
- 30 de juny, Douai: Marceline Desbordes-Valmore, cantant, actriu i poetessa francesa[1]
- 20 d'agost, Florència: Luigi Picchianti, guitarrista i compositor del Romanticisme
- 25 d'agost, Estrasburg: Lluís I, rei de Baviera
- 27 d'agost: José Joaquín Prieto Vial, president de Xile
- 29 de setembre, Guadalupe Victoria, president de Mèxic
- 30 d'octubre, Palau de Christiansborg, Copenhaguen, Dinamarca: Lluïsa Carlota de Dinamarca, Princesa de Dinamarca.
- 13 de novembre, Norwich: Sarah Ann Glover, pedagoga musical anglesa, inventora de la tècnica musical Tònic sol-fa[2]
- 26 de novembre, José María Queipo de Llano, president del Govern d'Espanya
- 7 de desembre, Kiernozia, Polònia: Marie Walewska, noble polonesa i amant de Napoleó Bonaparte[3]
- 18 de desembre, Eutin, Slesvig-Holstein: Carl Maria von Weber, compositor romàntic alemany.
- Edo (Japó): Utagawa Kunisada, artista dissenyador de xilografies.

## Necrològiques
- 15 de maig, Lidköping, Suèciaː Eva Ekeblad, agrònoma, científica, amfitriona de salons literaris (n. 1724).[4]
- 17 de setembre, Japó: Tokugawa Ieharu, 41è shogun.
- 16 de novembre, Hongria: István Hatvani, matemàtic